# 伊氏火口魚
伊氏火口魚，為輻鰭魚綱鱸形目隆頭魚亞目慈鯛科的其中一種，分布於中美洲墨西哥Papaloapán河流域，體長可達15公分，棲息在沙、岩石底質溪流，生活習性不明。

## 擴展閱讀
維基物種上的相關：伊氏火口魚